# Adolphe Wurtz
Pour les articles homonymes, voir Wurtz.
Charles Adolphe Wurtz (ou Würtz), né à Strasbourg le 26 novembre 1817 et mort à Paris le 12 mai 1884, est un médecin et chimiste français. Il fut professeur et doyen de la Faculté de médecine de Paris, professeur à la Sorbonne, et membre de l'Académie de Médecine.

## Biographie
Wurtz passa son enfance à Wolfisheim où son père était pasteur luthérien et sa mère Sophie Kreiss, une femme cultivée lui ayant beaucoup transmis de ses qualités comme l'humeur vive et joyeuse ou la bienveillance.
Quand il eut quitté le Gymnase protestant de Strasbourg, en 1834, son père lui permit d'étudier la médecine plutôt que la théologie. Il se consacra spécialement au côté chimique de sa profession et avec un tel succès que, en 1839, il fut nommé chef des travaux de chimie à la faculté de médecine de Strasbourg.
Après son doctorat, passé en 1843 avec une thèse sur l'albumine et la fibrine, il étudia pendant une année à Giessen sous la direction de Justus von Liebig et alla ensuite à Paris, où il travailla au laboratoire privé de Jean-Baptiste Dumas qui devint son mentor. En 1845, il devint l'assistant de ce dernier à l'École de médecine et, quatre ans plus tard, commença à donner des cours de chimie organique à sa place. Son laboratoire à l'école était très pauvre et, pour mieux travailler, il dut en ouvrir un à lui rue Garancière, en 1850 ; mais peu après, la maison fut vendue et il fallut abandonner le laboratoire.
En 1850, il fut nommé professeur de chimie au nouvel Institut agronomique de Versailles, mais l'institut fut supprimé en 1852 par Napoléon III. L'année suivante, la chaire de chimie organique de la faculté de médecine devint vacante par la démission de Dumas et la chaire de chimie minérale et de toxicologie par celle de Mathieu Orfila. Les deux furent réunies et Wurtz fut nommé au nouveau poste. Près de l'amphithéâtre, il s'attribua illégalement un local pour en faire un laboratoire voué à la chimie, science considérée comme accessoire à l'époque, et il fit payer des droits d'inscription à ses étudiants, ce qui lui attira des réprobations de l'administration académique. Son laboratoire accueillit 155 élèves en trente ans, dont une majorité d'étrangers car, devenu un des ardents défenseurs de l'atomisme scientifique, il avait acquis une renommée internationale, et il fut élu membre étranger de la Royal Society le 9 juin 1864. D'août 1864 à avril 1865, il accueillit le jeune chimiste russe Alexandre Zaïtsev qui travailla sur les réactions des dérivés d'acides carboxyliques.
En 1852, il épousa Constance-Pauline-Henriette Oppermann, fille du banquier Chrétien-Guillaume Oppermann (1777-1846) et de Constance de Luze (1791-1830), sœur d'Alfred et Louis-Philippe de Luze, fondateur de la maison de cognac De Luze. Le couple aura quatre enfants.
En 1866, il reçut la charge de doyen de la faculté de médecine. À ce poste, il travailla à obtenir le réarrangement et la reconstruction des bâtiments consacrés à l'instruction scientifique, en insistant sur le fait que, pour disposer de laboratoires d'enseignement correctement équipés, la France était loin derrière l'Allemagne. Pendant son décanat, il encouragea l'admission des femmes (comme Madeleine Brès ou Mary Putnam) sur un pied d'égalité aux cours de l'enseignement supérieur et aux examens de la faculté de médecine. Il fut également directeur d'études au sein de la 2e section de l'École pratique des hautes études.
En 1875, il démissionna de son poste de doyen mais reçut le titre de doyen honoraire. Il fut le premier titulaire de la chaire de chimie organique, qu'il avait incité le gouvernement à créer à la Sorbonne ; mais il eut de grandes difficultés à obtenir un laboratoire convenable, qui finalement ne fut pas créé avant sa mort, survenue à Paris.
Wurtz était membre honoraire de presque toutes les sociétés scientifiques d'Europe. Il fut un des fondateurs de la Société chimique de Paris (1858), devint son premier secrétaire et exerça trois fois les fonctions de président. En 1880, il était vice-président et en 1881 président de l'Académie des sciences, où il était entré en 1867, succédant à Théophile-Jules Pelouze. Il devint sénateur inamovible en 1881. 
Charles Adolphe Wurtz vit à l'hôtel de Mortemart, au 27, rue Saint-Guillaume. Il meurt le 12 mai 1884 à Paris et est inhumé au cimetière du Père-Lachaise (26e division).

## Carrière
Il fut doyen de la Faculté de médecine de Paris de 1866 à 1875, sénateur inamovible en 1881, membre de l'Académie de médecine (1856), membre de l'Académie des sciences (1867) et lauréat du Faraday Lectureship de la Royal Society of Chemistry en 1879.
Charles Adolphe Wurtz est connu pour ses travaux sur :
- les composés liés à l'ammoniac et au glycol ; il découvrit l'éthylène glycol en 1859 ;
- l'aldol, un aldéhyde incolore ;
- la théorie sur la disposition des atomes dans les composés organiques.

Il donne son nom à la réaction de Wurtz, une réaction de couplage entre deux halogénures d'alkyle en présence de sodium métallique qu'il a observé en 1855. Cette réaction sera adaptée quelques années plus tard par le chimiste allemand Rudolph Fittig, en remplaçant l'un des halogénures d'alkyle par un halogénure d'aryle, pour former des dérivé alkylés du benzène. Cette réaction est appelée réaction de Wurtz-Fittig.

## Hommages

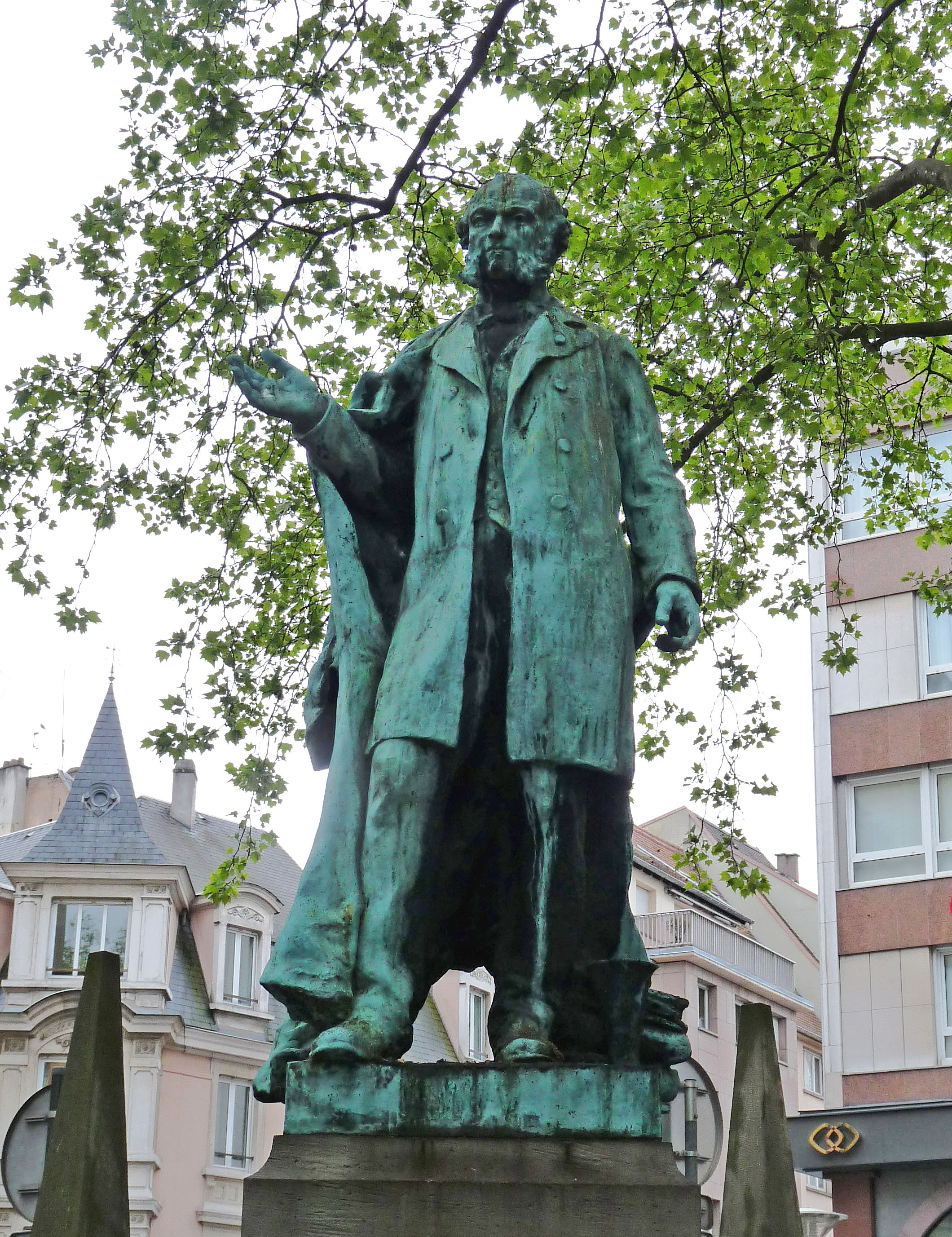
Statue à Strasbourg.

- Un monument dédié à Charles Adolphe Wurtz est érigé devant l'église Saint-Pierre-le-Jeune protestante de Strasbourg, à proximité de sa maison natale.
- En 1886, le graveur Alphée Dubois a réalisé une médaille à son effigie dont un exemplaire est conservé au musée Carnavalet (ND 0478).
- Il fait partie des soixante-douze savants dont le nom est inscrit sur la tour Eiffel.
- Un minéral porte son nom, la wurtzite.
- Depuis 1893, une rue du 13e arrondissement de Paris porte son nom.
- Une rue de Strasbourg porte son nom à la Krutenau.
- Une rue de Wolfisheim porte son nom.
- Une préparation culinaire (un gel foisonné) a été nommé "würtz"[6].

## Publications
- Leçons élémentaires de chimie moderne, Paris, Masson, 1867-1868 ; dernière édition revue et augmentée, 1892.
- Histoire des doctrines chimiques depuis Lavoisier jusqu'à nos jours, Paris, Hachette, 1868.
- Dictionnaire de chimie pure et appliquée, Hachette, Paris, 5 tomes, 1869-1874 ; 1er suppl., 2 tomes, 1880 et 1886 ; 2e suppl., 7 tomes, 1892-1908.
- La Théorie atomique, préface de Charles Friedel, Librairie G. Baillière, Bibliothèque scientifique internationale, 4e éd., Paris, 1879.
- Traité de chimie biologique, 1885.
- Contributions aux Annales de chimie et de physique.